# Лундквист, Кристофер
Карл Кристо́фер Лундкви́ст (Carl Christoffer Lundquist) (род. 16 января 1970 года, Швеция) — шведский музыкант, продюсер, человек-оркестр. Его собственная группа называется Brainpool, где он начинал как бас-гитарист и бэк-вокалист, но потом стал играть на бас- и обычной электрогитаре.
Женат, супругу зовут Юльва (Ylva), по специальности она архитектор. Младшая дочь — Агнес (Agnes).

## Биография
В музыкальную индустрию Кристофер попал случайно. В 1991 году его друг Давид Бирде (David Birde), бас-гитарист в тогда ещё никому неизвестной группе Brainpool должен был на год идти в армию и спросил, может ли Лундквист заменить его на это время. Кристофер согласился и через 12 месяцев настолько увлёкся своей новой профессией, что даже музыканты в коллективе единогласно решили, что он должен остаться с ними. Через 2 года вышел первый музыкальный альбом коллектива.
В 1994 году группа Brainpool подписала контракт с новой звукозаписывающей компанией, которой владел Пер Гессле, участник дуэта Roxette, солист Gyllene Tider и уже известный к тому времени музыкальный продюсер. Этот лейбл Гессле основал для того, чтобы вкладывать деньги в новые, молодые музыкальные коллективы, игравшие музыку, которая нравилась Перу. Этот лейбл был создан для «поощрения» молодых музыкантов, возможно, даже неперспективных, но с точки зрения Гессле — талантливых. Brainpool стала первой группой, подписавшей контракт, и тогда же Гессле стал больше интересоваться музыкой, которую играла группа. Тогда же Brainpool выступали на разогреве у Roxette во время тура 1994 года «Crash!Boom!Bang! tour» и Кристофер познакомился с Мари Фредрикссон и другими музыкантами, работающими в Roxette. Особенно во время гастролей Кристофер подружился с клавишником и продюсером Roxette, Кларенсом Офверманом.
В 1994 году Brainpool получила шведскую Грэмми как лучшая новая группа года, а сам Лундвкист был номинирован ещё 4 раза, в том числе и как лучший продюсер года.
После тура «Crash!Boom!Bang! tour» Пер Гессле стал приглашать Кристофера для записи альбомов Roxette, позже и для записи сольных проектов. Как и в Brainpool, Кристофер оставался бас-гитаристом и в Roxette, однако в 2003 году при записи сольного альбома Гессле «Mazarin», который Лундквист и спродюсировал, он впервые попробовал себя в роли гитариста. Тогда же он начал играть на гитаре и на живых выступлениях. Кроме того, друг Кристофера, ударник Brainpool Йенс Йонссон также принял участие в записи пластинки «Mazarin».
Кристофер владеет звукозаписывающей студией «Aerosol Grey Machine Studios» с 1997 года, построить и спроектировать которую ему помогла супруга, архитектор по специальности. Она находится на юге Швеции в провинции Сконе. Музыкант назвал студию в честь первого сингла группы Van der Graaf Generator, который вышел в свет в 1969 году. Он был поклонником этого коллектива в детстве и решил назвать так свою студию ещё в те времена, когда играл музыку в гараже дома родителей жены. Он признается, что покупает все инструменты на интернет-аукционе eBay, в основном из США. По мнению музыканта, главной достопримечательностью акустической студии является небольшой церковный орган.

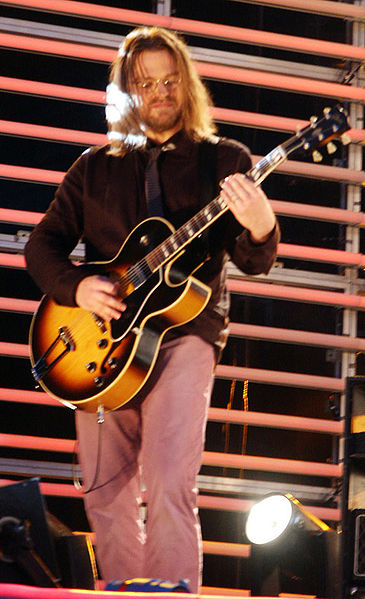
Кристофер Лундквист в Хельсинборге 2007 году

В последние годы Кристофер много работал с разными артистами, шведскими, американскими, новозеландскими и проч. Он принимал самое активное участие в записи, аранжировке и продюсировании сольных альбомов Пера Гессле «Mazarin» (2003), «Son of a Plumber» (2005), «En händig man» (2007) и «Party Crasher» (2008), а также участвовал в гастролях вместе с Пером в 2003, 2007 и 2009 гг.
В 2010 и 2011 годах Кристофер активно гастролирует с Roxette в рамках скандинавского и мирового турне. В мае 2011 года выходит его дебютный альбом «Through The Window».

## Сотрудничество

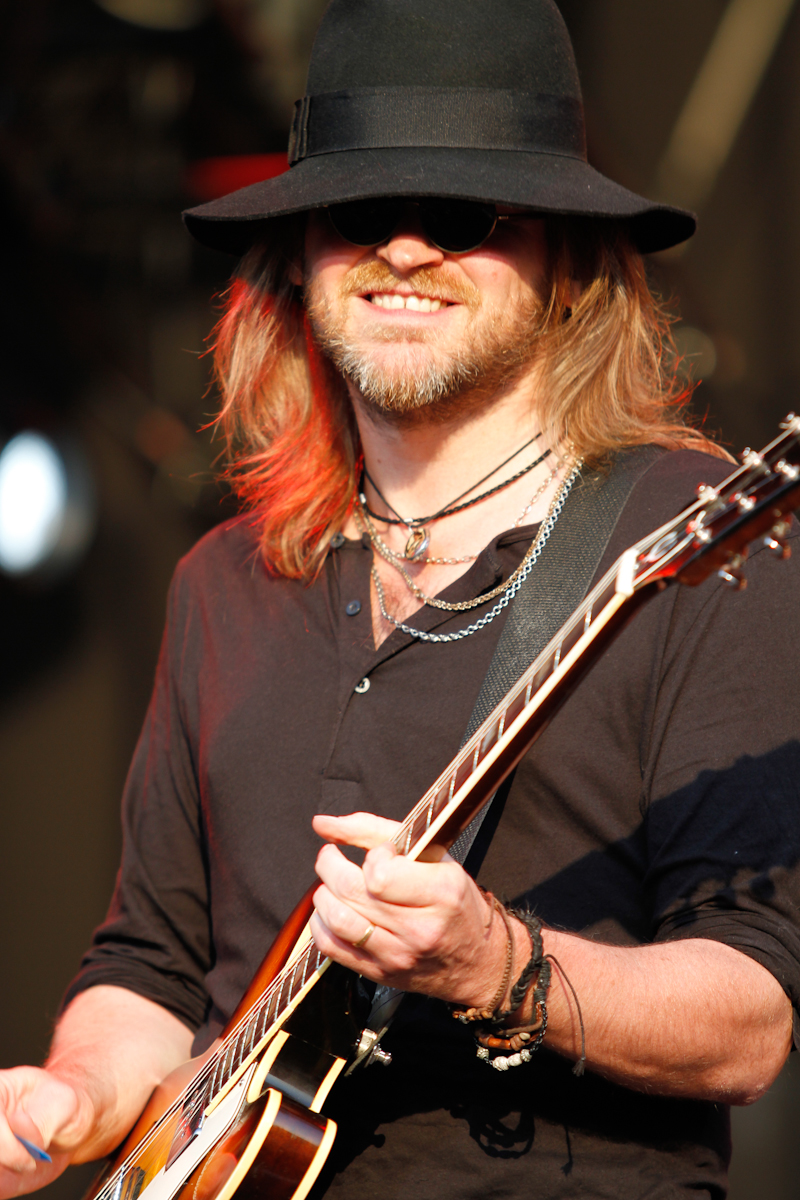
Кристофер Лундквист в 2011 году

Он продюсировал альбомы Пера Гессле и Gyllene Tider, а также выступал в качестве бас-гитариста и гитариста в Roxette и на сольных концертах Пера Гессле соответственно.
Кристофер Лундквист является продюсером некоторых известных шведских музыкантов, среди которых Roxette, Пер Гессле, Хелена Юсефссон, группы Gyllene Tider, Ludde, Hella & Göken и другие. Также он работает и с иностранными артистами, например, с Петером фон Пюлем.
22 августа 2002 года Лундквист выпустил сольный ЕР «Major & Minor Songs». Это цифровой релиз, который можно скачать с сайтов CDON и на iTunes Music Store. Песни публикует компания Junk Musik, которой частично владеет сам Лундквист.

## Студия
У Кристофера есть своя звукозаписывающая студия на юге Швеции, «Aerosol Grey Machine Studios» (AGM). Это преимущественно аналоговая студия с большим количеством старинных инструментов и оборудования, а также двумя настоящими эхо-комнатами. С момента своего основания в 1998, в студии AGM записывались огромное число шведских и зарубежных артистов, включая популярных Roxette, Пера Гессле, Ed Harcourt, Ulf Lundell, Gyllene Tider, Thåström, Bo Kasper Sundström, Cilihili, и Moneybrother.
Изначально в помещении, где сегодня находится студия был загон для лошадей. Юльва Лундквист, супруга музыканта, архитектор по специальности, помогла составить проект и перестроить заброшенную конюшню в студию, которая была приобретена супругами Лундквист в 1997 году. В студии имеются несколько эхо-комнат для того чтобы при записи можно было добиться необычного звучания. Большинство инструментов Кристофер покупает сам, привозит их из США или покупает на аукционе eBay. Одной из достопримечательностей студии является мини-орган. Полный список инструментов и оборудования для звукозаписи представлен на официальном сайте студии.

## Дискография
1. «Through The Window» (2 мая 2011)

## Награды
- 2 мая 2011 года К. Лундквисту в зале «Палладиум» города Мальмё (Швеция) вручена премия Sir George Martin Music Award, учреждённая в честь посещения бывшим продюсером Битлз южной Швеции и присвоения ему звания почётного доктора высшей школы музыки Musikhögskolan в Мальмё, в размере 100 000 шведских крон (ок. 10 000 евро). Лундквист удостоен премии с формулировкой: «With burning ambition to musical perfection Christoffer Lundquist transformed Vollsjö to a Scanian Abbey Road!»[7][8].